# معصرة الطعام
معصرة الطعام (بالإنجليزية: Ram press)‏ أو مكبس الكبش هو جهاز يستخدم لضغط عناصر الطعام باستخدام مكبس ميكانيكي مثل المكبس أو المكبس الهيدروليكي
يوجد أنواع مختلفة من معاصر للطعام: فهناك معصرة خاصة للفاكهة مثل معصرة التفاح التي تستخرج العصير عن طريق الضغط وتصنع نبيذ التفاح أو ما يسمى بالسيدر.
وهناك أيضا معصرة خاصة ببذور تستخرج الزيت النباتي.